# جوليان أوستن (موسيقي)
جوليان أوستن (بالإنجليزية: Julian Austin )‏ مواليد 24 أغسطس 1963 في ساسكس، نيو برونزويك، هو مغني كندي بدأ مسيرته الفنية عام 1997.

## وصلات خارجية
- جوليان أوستن على موقع IMDb (الإنجليزية)
- جوليان أوستن على موقع ميوزك برينز (الإنجليزية)
- جوليان أوستن على موقع أول ميوزيك (الإنجليزية)
- جوليان أوستن على موقع ديسكوغز (الإنجليزية)

- الموقع الإلكتروني